# Ламелас, Ласаро
Лазаро Ламелас Рамирес (исп. Lazaro Lamelas Ramirez, родился 1 августа 1974 года в Гаване) — кубинский гимнаст, трёхкратный чемпион Панамериканского чемпионата, чемпион Панамериканских игр 1999 года в командном первенстве. Выступал почти на всех снарядах, представлял клуб «Серро-Пеладо». Участвовал в Олимпийских играх: в 2000 году выступал в личном первенстве и занял 30-е место.